# كين تشيسمان
كين تشيسمان (بالإنجليزية: Ken Cheeseman)‏ مواليد 9 ديسمبر 1954، هو ممثل أمريكي بدأ مسيرته الفنية سنة 1986.

## الأعمال
- اختراع الكذب
- جزيرة شاتر

## روابط خارجية
- كين تشيسمان على موقع IMDb (الإنجليزية)
- كين تشيسمان على موقع قاعدة بيانات الفيلم (الإنجليزية)